# Estación Bethayres
La estación Bethayres es una estación de trenes del Ferrocarril Regional SEPTA, Pensilvania. Está ubicado en Station Avenue y Old Welsh Road y sirve a la línea West Trenton hasta Ewing, Nueva Jersey. La estación Bethayres fue construida originalmente en 1876 por Reading Railroad. La estación cuenta con estacionamiento fuera de la vía pública y taquilla. También hay una plataforma accesible para discapacitados. En el año fiscal 2013, la estación Bethyares tuvo un promedio entre semana de 578 embarques y 553 desembarques. Bethayres es la última parada de embarque para los trenes expresos de servicio pico AM hacia Filadelfia y la primera parada de descarga para los trenes expresos de servicio pico PM desde Filadelfia.